# 羅伍德 (亞利桑那州)
羅伍德（英語：Rowood）是位於美國亞利桑那州皮馬縣的一個非建制地區。該地的面積和人口皆未知。

## 地理
羅伍德的座標為32°22′06″N 112°50′46″W / 32.36833°N 112.84611°W，而該地的平均海拔高度為524米（即1719英尺）。